# Mistrzostwa Świata w Kajakarstwie Górskim 2018
39. Mistrzostwa świata w kajakarstwie górskim odbyły się w dniach 26–30 września 2018 w brazylijskim Rio de Janeiro. Zrezygnowano z rozgrywania konkurencji C-2.

## Klasyfikacja medalowa
| Miejsce | Państwo         | Złoto | Srebro | Brąz | Razem |
| ------- | --------------- | ----- | ------ | ---- | ----- |
| 1       | Wielka Brytania | 2     | 3      | 2    | 7     |
| 2       | Niemcy          | 2     | 1      | 2    | 5     |
| 3       | Australia       | 2     | 0      | 0    | 2     |
| 4       | Francja         | 1     | 2      | 1    | 4     |
| 5       | Polska          | 1     | 1      | 0    | 2     |
| 6       | Brazylia        | 1     | 0      | 0    | 1     |
| 6       | Włochy          | 1     | 0      | 0    | 1     |
| 6       | Słowacja        | 1     | 0      | 0    | 1     |
| 9       | Czechy          | 0     | 2      | 3    | 5     |
| 10      | Holandia        | 0     | 1      | 0    | 1     |
| 10      | Słowenia        | 0     | 1      | 0    | 1     |
| 12      | Rosja           | 0     | 0      | 2    | 2     |
| 13      | Argentyna       | 0     | 0      | 1    | 1     |

## Medaliści
| Konkurencja:           | Złoto:                                                                       | Srebro:                                                           | Brąz:                                                               |
| C-1 mężczyzn           | Franz Anton                                                                  | Ryan Westley                                                      | Sideris Tasiadis                                                    |
| C-1 drużynowo mężczyzn | Słowacja · Michal Martikán · Alexander Slafkovský · Matej Beňuš              | Słowenia · Benjamin Savšek · Luka Božič · Anže Berčič             | Wielka Brytania · Ryan Westley · David Florence · Adam Burgess      |
| K-1 mężczyzn           | Hannes Aigner                                                                | Jiří Prskavec                                                     | Pawieł Ejgiel                                                       |
| K-1 mężczyzn extreme   | Christian De Dionigi                                                         | Boris Neveu                                                       | Thomas Bersinger                                                    |
| K-1 drużynowo mężczyzn | Wielka Brytania · Joseph Clarke · Bradley Forbes-Cryans · Christopher Bowers | Polska · Dariusz Popiela · Mateusz Polaczyk · Michał Pasiut       | Czechy · Jiří Prskavec · Vít Přindiš · Ondřej Tunka                 |
| C-1 kobiet             | Jessica Fox                                                                  | Mallory Franklin                                                  | Tereza Fišerová                                                     |
| C-1 drużynowo kobiet   | Wielka Brytania · Mallory Franklin · Kimberley Woods · Bethan Forrow         | Czechy · Kateřina Havlíčková · Gabriela Satková · Tereza Fišerová | Francja · Lucie Prioux · Lucie Baudu · Claire Jacquet               |
| K-1 kobiet             | Jessica Fox                                                                  | Mallory Franklin                                                  | Ricarda Funk                                                        |
| K-1 extreme kobiet     | Ana Sátila                                                                   | Martina Wegman                                                    | Polina Muchgaliejewa                                                |
| K-1 drużynowo kobiet   | Francja · Lucie Baudu · Marie-Zélia Lafont · Camille Prigent                 | Niemcy · Ricarda Funk · Jasmin Schornberg · Lisa Fritsche         | Wielka Brytania · Mallory Franklin · Fiona Pennie · Kimberley Woods |
| C-2 mix                | Polska · Aleksandra Stach · Marcin Pochwała                                  | Francja · Margaux Henry · Yves Prigent                            | Czechy · Veronika Vojtová · Jan Mašek                               |